# Tia Jones
Tia Jones (8 de septiembre de 2000) es una deportista de Estados Unidos que compite en atletismo. Ganó una medalla de oro en el Campeonato Mundial de Atletismo Sub-20 de 2018, en la prueba de 100 m vallas.